# Mi Mi Khaing

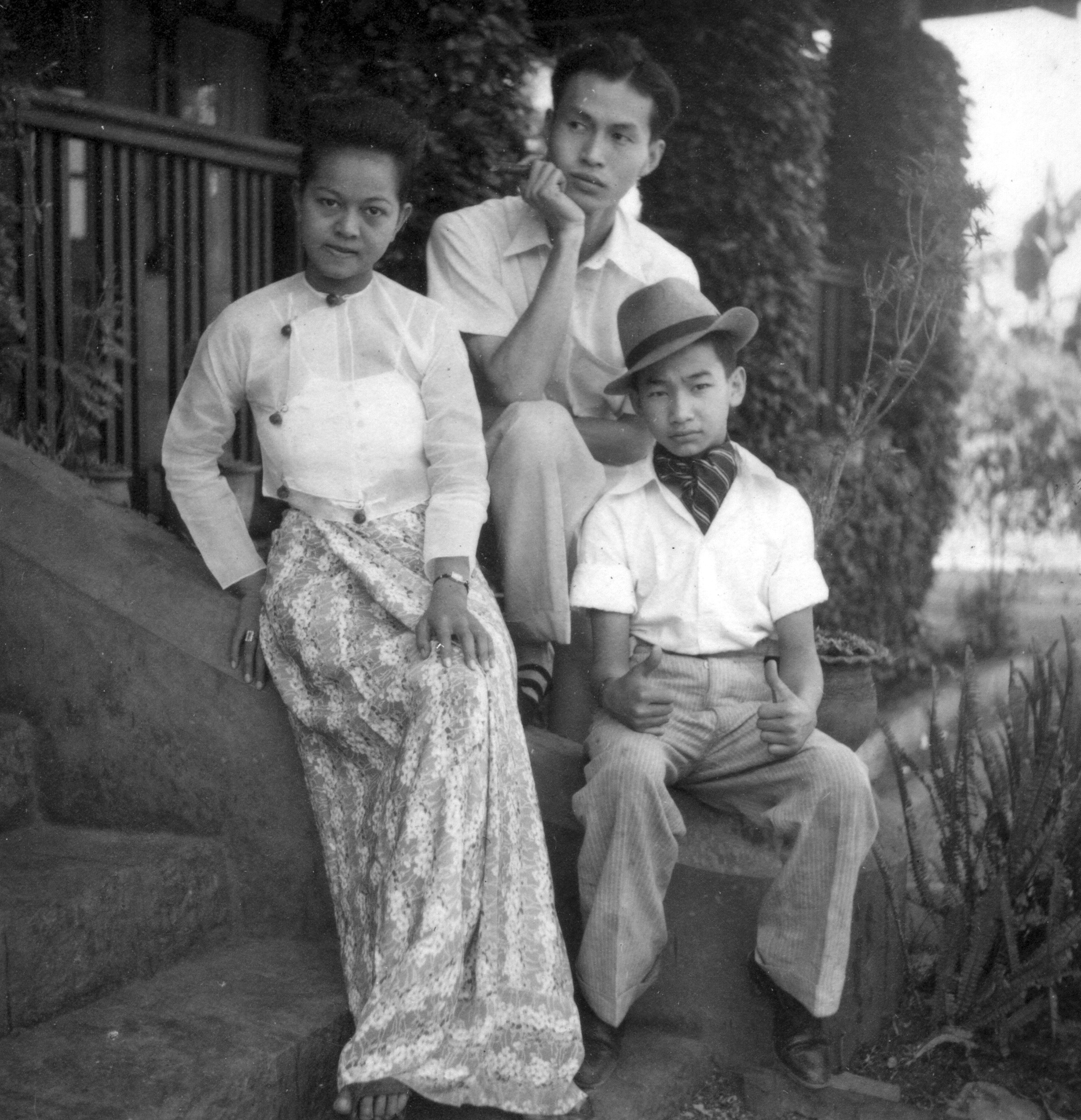
Mi Mi Khaing với chồng Sao Saimong

Mi Mi Khaing (tiếng Miến Điện: မိမိခိုင် [mḭ mḭ kʰàɪɰ̃]; 1916 – 15 tháng 3 năm 1990) là một học giả và nhà văn người Myanmar, tác giả của nhiều cuốn sách và bài báo về cuộc sống ở Miến Điện trong thế kỷ 20. Bà nổi tiếng là một trong những phụ nữ đầu tiên viết bằng tiếng Anh về văn hóa và truyền thống Miến Điện.

## Tiểu sử
Sinh ra trong một gia đình người Môn, Mi Mi Khaing lớn lên trong thời kỳ thuộc địa Anh ở Miến Điện và được học ở các trường học của Anh. Bà theo học tại St. John's Convent School, và đạt được bằng cử nhân (Hons) đầu tiên từ Đại học Yangon và sau đó là bằng Cử nhân từ trường đại học King's College London. Bà kết hôn với Sao Saimong, một học giả nổi tiếng và là thành viên của gia đình hoàng gia Bang Kengtung, nằm ở bang Shan. Ngoài sự nghiệp văn chương, bà thành lập trường Cao đẳng Kambawza ở Taunggyi và giữ chức vụ hiệu trưởng. Bà sau đó trở thành người khiếm thị do khối u não, nhưng đã học đọc và viết bằng chữ nổi Braille.
Nhà địa chất Yin Yin Nwe là con gái của bà.

## Tác phẩm
Sách
- Burmese Family (1946, 1962), Bloomington, IN, Indiana University Press, 1962.
- Cook and Entertain the Burmese Way (1978), Karoma Publishers, 1978.
- The World of Burmese Women (1984), London, Zed Press, 1984.

Báo
- (với Charles S. Brant)  Brant, Charles S.; Khaing (Winter 1951). "Burmese Kinship and the Life Cycle: An Outline". Southwestern Journal of Anthropology. 7 (4): 437–454. doi:10.1086/soutjanth.7.4.3628516. S2CID 147131223.
- "People of the Golden Land: Burmese Character and Customs". The Atlantic. tháng 2 năm 1958.
- "Burmese Names: A Guide". The Atlantic. tháng 2 năm 1958.